# Urko Arroyo
Urko Arroyo Rivas (Bilbao, Vizcaya, 14 de mayo de 1987) es un futbolista español que juega en la posición de extremo izquierdo en el Real Jaén.

## Trayectoria
Urko comenzó jugando en el colegio Salesianos de Deusto (Bilbao). Tras despuntar, fue captado en categoría alevín por el Athletic Club y, después de pasar por las distintas categorías inferiores de dicho club, jugaría dos encuentros con el primer equipo: su debut fue el 23 de abril de 2006 cuando jugó cinco minutos, en una derrota en casa por 0-3 contra el Valencia C. F y, dos años más tarde, fue titular en otra derrota por 4-1 ante el Sevilla F. C.
En enero de 2009 salió del club rojiblanco para jugar seis meses en el Atlético Baleares. En agosto de 2009 fue traspasado al Barakaldo de Segunda B, donde jugó dos temporadas. En las siguientes cinco temporadas jugó en cinco clubes distintos de la categoría de bronce como el San Roque de Lepe, SD Amorebieta, CD Toledo, Real Jaén y el Lleida Esportiu.
En julio de 2016 firmó por el Lorca FC, donde anotó seis tantos y logró el ascenso a Segunda División. Para la temporada siguiente se unió al UCAM Murcia CF. Tras haber iniciado su segunda campaña en el club murciano, fue dado de baja el 31 de agosto de 2018.
En octubre de 2018 fichó por el Europa FC de la Primera División de Gibraltar, tras unos meses sin equipo. El 26 de mayo marcó un tanto en la final de la Rock Cup en la que derrotaron al Gibraltar United (0-3), logrando así su primer título.
En enero de 2020 firmó por el Atlético Mancha Real de Tercera División. Con el cuadro jiennense vivió un ascenso a Segunda Federación en 2021, marcando de penalti el tanto que certificó dicho ascenso.
El 15 de julio de 2022 regresó al Real Jaén de Tercera Federación.

## Clubes
| Club                 | País      | Año         |
| -------------------- | --------- | ----------- |
| Bilbao Athletic      | España    | 2005 - 2009 |
| Athletic Club        | España    | 2006 - 2009 |
| Atlético Baleares    | España    | 2009        |
| Barakaldo C. F.      | España    | 2009 - 2011 |
| San Roque de Lepe    | España    | 2011 - 2012 |
| S. D. Amorebieta     | España    | 2012 - 2013 |
| C. D. Toledo         | España    | 2013 - 2014 |
| Real Jaén C. F.      | España    | 2014 - 2015 |
| Lleida Esportiu      | España    | 2015 - 2016 |
| Lorca FC             | España    | 2016 - 2017 |
| UCAM Murcia CF       | España    | 2017 - 2018 |
| Europa FC            | Gibraltar | 2018 - 2019 |
| Atlético Mancha Real | España    | 2020 - 2022 |
| Real Jaén C. F.      | España    | 2022 - Act. |

## Palmarés
| Título   | Club      | País      | Año  |
| -------- | --------- | --------- | ---- |
| Rock Cup | Europa FC | Gibraltar | 2019 |

## Vida personal
Es primo del exfutbolista Alain Arroyo.